# Кенгуровиді
Кенгуровиді (Macropodiformes) — підряд ссавців з когорти сумчасті (Marsupialia), котрий містить 3 родини, 16 родів і 76 видів сучасних тварин.

## Систематика
Підряд Кенгуровиді (Macropodiformes)
- †Родина Белберові (Balbaridae)
  - Рід †Balbaroo
  - Рід †Nambaroo
  - Рід †Galanarla
  - Рід †Ganawamaya
  - Рід †Wururoo
- Родина Мускуснокенгурові (Hypsiprymnodontidae)
  - Рід Hypsiprymnodon
  - Рід †Ekaltadeta
  - Рід †Jackmahoneyi
  - Рід †Propleopus
- Родина Кенгурові (Macropodidae)
  - Рід Lagostrophus
  - Рід Dendrolagus
  - Рід Dorcopsis
  - Рід Dorcopsulus
  - Рід Lagorchestes
  - Рід Macropus
  - Рід Onychogalea
  - Рід Petrogale
  - Рід Setonix
  - Рід Thylogale
  - Рід Wallabia
  - Рід †Archaeosimos
  - Рід †Baringa
  - Рід †Bohra
  - Рід †Bulungamaya
  - Рід †Congruus
  - Рід †Cookeroo
  - Рід †Dorcopsoides
  - Рід †Eosthenurus
  - Рід †Fissuridon
  - Рід †Генгуру (Ganguroo)
  - Рід †Hadronomas
  - Рід †Kurrabi
  - Рід †Metasthenurus
  - Рід †Prionotemnus
  - Рід †Procoptodon
  - Рід †Protemnodon
  - Рід †Rhizosthenurus
  - Рід †Silvaroo
  - Рід †Simosthenurus
  - Рід †Sthenurus
  - Рід †Synaptodon
  - Рід †Troposodon
  - Рід †Wabularoo
  - Рід †Wanburoo
  - Рід †Watutia
- Родина Поторуві (Potoroidae)
  - Рід Aepyprymnus
  - Рід Bettongia
  - Рід †Caloprymnus
  - Рід †Gumardee
  - Рід †Milliyowi
  - Рід †Ngamaroo
  - Рід †Palaeopotorous
  - Рід Potorous
  - Рід †Purtia
  - Рід †Wakiewakie